# Eve Arden
Eve Arden, pseudonimo di Eunice Mary Quedens (Mill Valley, 30 aprile 1908 – Los Angeles, 12 novembre 1990), è stata un'attrice statunitense.

## Biografia
Debuttò sulle scene ancora bambina e, a soli 16 anni, lasciò la scuola per entrare a far parte di una compagnia di giro. Verso la fine degli anni venti debuttò con successo a Broadway, e nel 1934 fece parte delle chorous-girl delle Ziegfeld Follies. Dopo qualche piccolo ruolo in un paio di film minori, nel 1937 iniziò la sua carriera cinematografica. Dotata di una bellezza intrigante e di una grande verve, dagli anni trenta agli anni cinquanta fu richiesta in film di ogni genere, dalla commedia al melodramma, spesso in ruoli di spiritosa caratterista.
Tra i suoi tanti ruoli, da ricordare quello della loquace ballerina nell'amaro Palcoscenico (1937) di Gregory La Cava, della trapezista malandrina nell'esilarante Tre pazzi a zonzo (1939) di Edward Buzzell, con i fratelli Marx, della brillante partner d'affari di Joan Crawford nel drammatico Il romanzo di Mildred (1945) di Michael Curtiz, ruolo che le fece guadagnare una candidatura all'Oscar alla miglior attrice non protagonista, e quello della spiritosa segretaria di Doris Day nel musical Tè per due (1950) di David Butler.
Dalla metà degli anni quaranta alla fine degli anni cinquanta si dedicò con successo alla radio. Dal 1948 al 1956 fu l'interprete del celebre programma Our Miss Brooks, mentre sul piccolo schermo ottenne un programma tutto suo, il The Eve Arden Show (1957-58). Restò attiva anche per il cinema, interpretando, fra gli altri, il film giudiziario Anatomia di un omicidio (1959) di Otto Preminger.
Lavorò ininterrottamente fino alla morte, prediligendo l'attività televisiva, ma concedendosi anche sporadici camei cinematografici, come quello della preside nel musical Grease (1978) di Randal Kleiser.
Dal 1938 al 1947 fu sposata con Edwin G. Bergen. Il secondo matrimonio con l'attore Brooks West, sposato nel 1951, durò fino alla morte di lui, avvenuta nel 1984.
Eve Arden morì nel 1990, all'età di ottantadue anni; riposa nel Westwood Memorial Park di Los Angeles, California.

## Filmografia parziale

### Cinema
- Il richiamo (Song of Love), regia di Erle C. Kenton (1929)
- La danza di Venere (Dancing Lady), regia di Robert Z. Leonard (1933)
- Oh, Doctor, regia di Ray McCarey (1937)
- Palcoscenico (Stage Door), regia di Gregory La Cava (1937)
- Cocoanut Grove, regia di Alfred Santell	(1938)
- Vacanze d'amore (Having Wonderful Time), regia di Alfred Santell (1938)
- L'ultima recita (Letter of Introduction), regia di John M. Stahl (1938)
- Women in the Wind, regia di John Farrow (1939)
- Big Town Czar, regia di Arthur Lubin (1939)
- Una donna dimenticata (The Forgotten Woman), regia di Norman Z. McLeod (1939)
- Eternamente tua (Eternally Yours), regia di Tay Garnett (1939)
- Tre pazzi a zonzo (At The Circus), regia di Edward Buzzell (1939)
- L'assassino è in casa (Slightly Honorable), regia di Tay Garnett (1940)
- No, No, Nanette, regia di Herbert Wilcox (1940)
- Corrispondente X (Comrade X), regia di King Vidor (1940)
- Le fanciulle delle follie (Ziegfield Follies), regia di Robert Z. Leonard (1941)
- Fulminati (Manpower), regia di Raoul Walsh (1941)
- Quell'incerto sentimento (That Uncertain Feeling), regia di Ernst Lubitsch (1941)
- Anime allo specchio (She Knew All the Answers), regia di Richard Wallace (1941)
- Hit Parade of 1943, regia di Albert S. Rogell (1943)
- Vogliamo dimagrire (Let's Face it), regia di Sidney Lanfield (1943)
- Fascino (Cover Girl), regia di Charles Vidor (1944)
- Ragazze indiavolate (The Doughgirls), regia di James V. Kern (1944)
- Earl Carroll Vanities, regia di Joseph Santley (1945)
- Il romanzo di Mildred (Mildred Pierce), regia di Michael Curtiz (1945)
- Quella di cui si mormora (My Reputation), regia di Curtis Bernhardt (1946)
- Preferisco la vacca (The Kid from Brooklyn), regia di Norman Z. McLeod (1946)
- Notte e dì (Night and Day), regia di Michael Curtiz (1946)
- Le donne erano sole (The Unfaithful), regia di Vincent Sherman (1947)
- Scheherazade (Song of Scheherazade), regia di Walter Reisch (1947)
- Non tormentarmi più (The Arnelo Affair), regia di Arch Oboler (1947)
- La voce della tortora (The Voice of the Turtle), regia di Irving Rapper (1947)
- Il bacio di Venere (One Touch of Venus), regia di William A. Seiter (1948)
- Colpo di scena a Cactus Creek (Curtain Call at Cactus Creek), regia di Charles Lamont (1949)
- Musica per i tuoi sogni (My Dream Is Yours), regia di Michael Curtiz (1949)
- Tè per due (Tea for Two), regia di David Butler (1950)
- La mia vita per tuo figlio (Paid in Full), regia di William Dieterle (1950)
- Festa di laurea (Goodbye, My Fancy), regia di Vincent Sherman (1951)
- Quattro ragazze all'abbordaggio (Two Tickets to Broadway), regia di James V. Kern (1951)
- Matrimoni a sorpresa  (We're not Married!), regia di Edmund Goulding (1952)
- La signora vuole il visone (The Lady Wants Mink), regia di William A. Seiter (1953)
- Anatomia di un omicidio (Anatomy of a Murder), regia di Otto Preminger (1959)
- Il buio in cima alle scale (The Dark at the Top of the Stairs), regia di Delbert Mann (1960)
- L'uomo più forte del mondo (Strongest Man in the World), regia di Vincent McEveety (1975)
- Grease, regia di Randal Kleiser (1978)
- Sotto l'arcobaleno (Under the Rainbow), regia di Steve Rash (1981)
- America, America (Pandemonium), regia di Alfred Sole (1982)
- Grease 2, regia di Patricia Birch	(1982)

### Televisione
- Climax! – serie TV, episodio 2x23 (1956)
- Scacco matto (Checkmate) – serie TV, episodio 1x32 (1961)
- Vacation Playhouse – serie TV, episodio 2x05 (1964)
- I giorni di Bryan (Run for Your Life) – serie TV, episodio 1x22 (1966)
- The Mothers-In-Law – serie TV, 56 episodi (1967-1969)
- Ellery Queen – serie TV, episodio 1x08 (1975)
- Cuore e batticuore (Hart to Hart) – serie TV, un episodio (1980)
- Nel regno delle fiabe (Faerie Tale Theatre) – serie TV, un episodio (1985)
- Storie incredibili (Amazing Stories) – serie TV, episodio 1x20 (1986)

## Spettacoli teatrali (parziale)
- Ziegfeld Follies of 1936 (Broadway, 1936)

## Doppiatrici italiane
Nelle versioni in italiano dei suoi film, è stata doppiata da:
- Laura Carli ne La voce della tortora, Notte e dì, Tè per due
- Tina Lattanzi in Scheherazade, Matrimoni a sorpresa, La signora vuole il visone
- Marcella Rovena in Palcoscenico, Il romanzo di Mildred
- Lydia Simoneschi in Fulminati, Anatomia di un omicidio
- Anna Proclemer in Eternamente tua
- Dhia Cristiani in Corrispondente X
- Micaela Giustiniani ne Il buio in cima alle scale
- Gabriella Genta in Grease (Brillantina)
- Anna Teresa Eugeni in Ellery Queen
- Benita Martini in Cuore e batticuore
- Germana Dominici ne L'uomo più forte del mondo
- Silvia Pepitoni in Tre pazzi a zonzo (ridoppiaggio)
- Anna Miserocchi in Fascino (ridoppiaggio)
- Maria Pia Di Meo in Grease (Brillantina) (ridoppiaggio)

## Riconoscimenti
Premi Oscar 1946 – Candidatura all'Oscar alla miglior attrice non protagonista per Il romanzo di Mildred